# تپه بلبل (سه تپه)
تپه بلبل (سه تپه) مربوط به اواخرهزاره ۲ قبل از میلاد است و در بجنورد، جنوب شرقی شهر واقع شده و این اثر در تاریخ ۲۳ فروردین ۱۳۴۶ با شمارهٔ ثبت ۷۰۷ به‌عنوان یکی از آثار ملی ایران به ثبت رسیده است.